# Ośrodek Zapasowy 14 Dywizji Piechoty
Ośrodek Zapasowy 14 Dywizji Piechoty (OZ 14 DP) – oddział piechoty Wojska Polskiego, nie istniejący w czasie pokoju.

## Formowanie i organizacja
Ośrodek Zapasowy 14 Dywizji Piechoty nie istniał w organizacji pokojowej Wojska Polskiego. Był Jednostką mobilizowaną zgodnie z planem mobilizacyjnym „W”, w II rzucie mobilizacji powszechnej. Jednostką mobilizującą Ośrodek Zapasowy 14 Dywizji Piechoty był 58 pułk piechoty. Ośrodek miał być formowany według organizacji wojennej L.3010/mob.org., ukompletowany zgodnie z zestawieniem specjalności oraz uzbrojony i wyposażony zgodnie z wojennymi należnościami materiałowymi. W skład ośrodka zapasowego ramowo wchodziło:
- dowództwo ośrodka zapasowego,
- kompania gospodarcza ośrodka zapasowego,
- kompania podchorążych rezerwy ośrodka zapasowego,
- trzy bataliony ośrodka zapasowego po trzy kompanie strzeleckie i jednej kompanii ckm,
- pluton przeciwpancerny ośrodka zapasowego,
- pluton pionierów ośrodka zapasowego,
- pluton łączności ośrodka zapasowego,
- pluton zwiadowców ośrodka zapasowego[3].

Po zmobilizowaniu wszystkich jednostek przewidzianych planem "W" w ramach mobilizacji alarmowej, ze względu na wzorowe stawiennictwo rezerwistów, w koszarach 55 pułku piechoty w Lesznie i Rawiczu, 57 pułku piechoty w Poznaniu i 58 pułku piechoty w Poznaniu pozostała nadwyżka rezerwistów oraz żołnierzy służby stałej. Nadwyżki te sformowano w Oddziały Zbierania Nadwyżek poszczególnych pułków piechoty. Oddziały Zbierania Nadwyżek wszystkich pułków piechoty 14 Dywizji Piechoty zostały załadowane do transportów kolejowych i odjechały do rejonu Kutna, w tym 58 pp pod dowództwem ppłk Józefa Kokoszki, który miał mobilizować dowództwo Ośrodka Zapasowego 14 Dywizji Piechoty 27 sierpnia o godz. 10.00 z Poznania. OZN 55 pp z Leszna Wielkopolskiego i OZN 57 pp z Poznania 28 sierpnia po południu. Wszystkie oddziały zbierania nadwyżek zostały wyładowane na stacji Azory pod Kutnem. Z uwagi na trwającą jeszcze mobilizację w koszarach 37 pułku piechoty w Kutnie, które stanowić miały miejsce postoju OZ 14 DP, przybywające nadwyżki pułków skierowano do wsi w pobliżu Kutna. OZN 58 pp pod dowództwem ppłk. Józefa Kokoszki zakwaterowano w miejscowości Strzelce koło Kutna głównie w miejscowej szkole powszechnej. OZN 55 pp pod dowództwem mjr. Franciszka Borkowskiego zajął na kwatery wsie: Sójki, Wierzbie, Żurawieniec, a dowództwo dwór Sójki. OZN 57 pp pod dowództwem mjr. Adama Solskiego zakwaterowany został we wsiach Janiszewo i Muchnów. Transporty przybyły 29 sierpnia. Organizację dowództwa Ośrodka rozpoczęto 30 sierpnia 1939, miejsce zakwaterowania dowództwa było w dworze Strzelce. Dowództwo OZ 14 DP objął ppłk Józef Kokoszka, przewidziany na zastępcę dowódcy ppłk Tadeusz Mikoś otrzymał 1 września zadanie organizacji i budowy linii obronnych w rejonie Ślesina i Skulska od gen. Franciszka Włada. Z chwilą ogłoszenia mobilizacji powszechnej 31 sierpnia i przez następne dwa dni do składu OZ 14 DP napływali dalsi żołnierze rezerwy. Formowano pododdziały: kompanie i plutony. W dniu 1 września stan osobowy OZ 14 DP wynosił 230 oficerów i 5229 szeregowych, na stan posiadano jedynie 622 karabiny i karabinki przywiezione jeszcze z macierzystych garnizonów jako nadwyżki broni. W I batalionie było na stanie 6 kuchni polowych, a w II batalionie 5 kuchni polowych, III batalion nie posiadał żadnej. 1 września w I batalionie było 1650 żołnierzy, w II batalionie 1809 żołnierzy, a w III batalionie 1670 żołnierzy. Oprócz broni brakowało 16 kuchni polowych, 2200 menażek, 3580 pasów głównych, 2500 par trzewików, 4000 koszuli letnich i zupełnie brak leków. I batalion OZ (OZN 55 pp) liczył 53 oficerów, w tym 39 rezerwy, 10 podchorążych rezerwy, 185 podoficerów, w tym 25 zawodowych, 15 nadterminowych, 135 rezerwy. 1397 szeregowców, w tym 1102 rezerwy. Batalion miał 275 karabinów, 6 kuchni polowych, 3 wozy konne, 8 rowerów, 1 bryczkę i 12 koni. Z uwagi na nadmiar oficerów, sformowano 1 września kompanię oficerską w batalionie o stanie 99 oficerów pod dowództwem por. rez. Wiktora Nowakowskiego. Dodatkowo pomiędzy 1 i 3 września do batalionu przydzielono dodatkowo 107 karabinów, 11 ręcznych karabinów maszynowych, 4 ciężkie karabiny maszynowe, w tym jeden na taczance. dwie biedki amunicyjne i kuchnię polową. Skierowany do OZ transport broni umundurowania i wyposażenia, 1 września został zbombardowany w drodze do Kutna i nigdy do Ośrodka nie dotarł. 1 września było bombardowane kilkakrotnie Kutno i lotnisko będące w budowie w pobliżu miasta przez lotnictwo niemieckie. Tego dnia do OZ dotarła niewielka ilość uzbrojenia strzeleckiego z magazynów okręgowych: karabiny, ręczne karabiny maszynowe i po 4 ciężkie karabiny maszynowe na batalion. OZ 14 DP stacjonował w rejonie Kutna do 5 września 1939.        

## Działania bojowe
5 września dowódca OZ 14 DP ppłk Józef Kokoszka otrzymał rozkaz od dowódcy OK IV gen. bryg. Adama Korytowskiego wymarszu w nocy 5/6 września do Łowicza, przez Nową Wieś i Orłów gdzie miał otrzymać dalsze rozkazy. 6 września rano OZ 14 DP przybył do Łowicza, jednak rozkazów nie było, próba nawiązania łączności nie powiodła się. Z uwagi na powyższe dowódca Ośrodka wydał rozkaz dalszego marszu za Wisłę w kierunku Warszawy, głównie nocami z uwagi na zagrożenie atakami lotniczymi, maszerowano przez Bolimów, skąd na Wiskitki. 8 września rano po nocnym marszu OZ 14 DP dotarł w rejon Wiskitki, Aleksandrów na północ od Żyrardowa. Oddziały rozmieściły się na kwaterach, ale dowództwo Ośrodka otrzymało informację o wkroczeniu niemieckich oddziałów pancernych do Żyrardowa. Z uwagi na to, na rozkaz dowódcy OZ 14 DP podjęto marsz różnymi drogami, przez oddziały i pododdziały w szykach rozczłonkowanych w kierunku Warszawy. Wyznaczono miejsce koncentracji w lesie na wschodnim skraju Sulejówka. W trakcie marszu, kolumny Ośrodka rozpoznał niemiecki samolot rozpoznawczy. Kolumna III batalionu z nadwyżkami 58 pp została w okolicach Błonia silnie zbombardowana. Następnie były bombardowane rozczłonkowane bataliony I i II z nadwyżkami 55 pp i 57 pp, pomiędzy Błoniem, a Grodziskiem Mazowieckim, nie ponosząc jednak większych strat. W rejonie Błonia jeden z plutonów II batalionu został zaatakowany przez pancerny patrol rozpoznawczy niemieckiej 4 Dywizji Pancernej. Następnie kolumny Ośrodka maszerowały przez Milanówek i Pruszków. W rejonie Milanówka i Brwinowa kolumny były ostrzeliwane przez niemieckich dywersantów. Z uwagi na zablokowanie mostów w Warszawie taborami, uchodźcami cywilnymi, po przeprawie przez most Kierbedzia, trwającej całą noc kolumny podjęły dalszy marsz w miejsce koncentracji. Dowódca ppłk Kokoszka uzyskał informację, że zbombardowany pod Błoniem III batalion z nadwyżkami 58 pp został rozporoszony całkowicie. 9 września w miejscu koncentracji nie pojawił się III batalion z nadwyżkami 58 pp. Wielu rozproszonych żołnierzy z 58 pp dotarło do Warszawy i dołączyło do różnych oddziałów i brało udział w jej obronie. Zagubieni w trakcie bombardowania pod Błoniem i w Warszawie oficerowie i podchorążowie rezerwy z II batalionu OZ 14 DP (57 pp) dołączyli do III batalionu 360 pułku piechoty w Warszawie i wzięli udział w walkach w obronie Warszawy.   
Dowódca OZ 14 DP poprowadził podległe oddziały do Mińska Mazowieckiego, gdzie napotkano zbierającego odpryski z OZ 14 DP ppłk. dypl. Juliana Sosabowskiego, który zbiorczy oddział poprowadził w kierunku południowym i ostatecznie dotarł do Brześcia nad Bugiem. W trakcie marszu nie posiadające map pododdziały miały trudności z kierunkami marszu, w tym czasie odłączyły się dwie kompanie 2 strzelecka por. Antoniego Macioła z I batalionu i 3 kompania strzelecka por. Janusza Dolewskiego z II batalionu oraz samochód płatnika II batalionu i część taborów OZ 14 DP pod dowództwem kpt. Stanisława Madalińskiego pomaszerowały ze skrzyżowania w Starej Miłosnej nie na Mińsk Mazowiecki, ale na Garwolin i dalej na wschód. W rejonie Siennicy OZ 14 DP kwaterujące w lesie zostały zbombardowane przez lotnictwo niemieckie, bez strat własnych. Podczas nocnych przemarszów przemieszczano się przez Stoczek Łukowski, Adamów, Kock, Firlej, Lubartów, Pododdział z II batalionu stoczył pod Żelechowem w Krzywdzie potyczkę z niemieckim patrolem pancernym, składającym się z samochodów pancernych. Podczas marszu zbierano porzuconą broń. 14 września po wyjściu z Kocka pomaszerowano przez Tyśmienicę i Wieprz do Firleja. W Lublinie ppłk Kokoszka otrzymał informację, że OZ 14 DP będzie kwaterował w Pińsku i Łunieńcu. Następnie dowódca OZ 14 DP w Łęcznej od dowódcy Frontu Północnego otrzymał nowe rozkazy, w myśl których pomaszerował nocą 14/15 września wraz z OZ 14 DP przez Lubartów do Wólki Zawieprzyckiej. 15 września podczas postoju w lesie I batalion został zbombardowany przez lotnictwo niemieckie, wielu żołnierzy zostało zabitych i rannych, batalion uległ częściowemu rozproszeniu. Skąd przeszedł do Chełma do dyspozycji dowódcy Grupy płk Mariana Ocetkiewicza. Batalion II kwaterował we wsiach Antonin i Strachosław. Na miejscu 18 września sformowano batalion piechoty (bojowy) OZ pod dowództwem mjr. Franciszka Borkowskiego składający się z większości uzbrojonych żołnierzy OZ 14 DP. Batalion 19 września liczył 25 oficerów, 63 podoficerów, 397 szeregowców. Dowództwo nad pozostałością OZ 14 DP w większości nieuzbrojonych żołnierzy objął mjr Adam Solski, natomiast dowództwo nad III batalionem OZ objął kpt. Łukasz Grzywacz-Świtalski. W nocy 20 września o godz. 2.00 odeszła w kierunku Hrubieszowa nieuzbrojona część OZ 14 DP pod dowództwem mjr. Adama Solskiego, skąd skierował się do Krasnobrodu. Dotarł tam w nocy 23/24 września i podporządkował się 39 DP rez., nie skapitulował razem z 39 DP rez. lecz oderwał się od oddziałów niemieckich i pomaszerował do Józefowa, gdzie dotarł 26 września. Nocą 27/28 września przybył do wsi Łuków skąd podjął marsz na Tarnogród, w trakcie tego marszu stoczono walkę z niemieckim oddziałem straży tylnej biorąc do niewoli 16 niemieckich żołnierzy. 28 września OZ 14 DP w rejonie Tarnogrodu dostał się do niewoli sowieckiej, jedynie zdołał zbiec kpt. Łukasz Grzywacz-Świtalski i dwaj podchorążowie, szeregowych zwolniono.           

### Działania bojowe wydzielonego batalionu piechoty OZ 14 DP
Batalion piechoty OZ 14 DP mjr. Franciszka Borkowskiego wraz z batalionem ppłk. Wciślaka wszedł w skład zgrupowania ppłk. Kokoszki, które weszło w skład odtworzonej 1 Dywizji Piechoty Legionów. Podjął marsz w kierunku Hrubieszowa, a następnie na Wojsławice. Marszruta wiodła poprzez Grabowiec, Zawałów, Perepsę, Przewale, Czartowczyk i Wożuczyn. Po dwudziestogodzinnym marszu w ciężkich warunkach i zatłoczeniu dróg w składzie 1 DP Leg. batalion dotarł do miejscowości Przewale, 22 września dotarł do Wożuczyna. Od wymarszu z Wożuczyna batalion znajdował się pod stałym ostrzałem niemieckiej artylerii. W trakcie walki w lasach Tarnawatki, batalion znalazł się w ogniu niemieckiej broni maszynowej. W potyczkach utracił kilku poległych i rannych oraz utracił rozbity ogniem artylerii jeden ckm. Batalion piechoty mjr. Borkowskiego został okrążony w lasach, próby wyjścia z okrążenia czynione 23 września nie powiodły się. Nocą 23/24 września batalion wyszedł z okrążenia i nad ranem dotarł do szosy Zamość-Tomaszów Lubelski. 24 września batalion piechoty wszedł w podporzadkowanie 39 Dywizji Piechoty Rezerwowej, stanowił odwód dywizji podczas walk o Suchowolę. Niemniej od ognia artylerii niemieckiej poniósł straty osobowe i w sprzęcie. Stacjonował w nocy 24/25 września w lesie na południe od Suchowoli. 25 września batalion piechoty OZ 14 DP walczył w rejonie Krasnobrodu, wieczorem walczył w obronie Krasnobrodu. Znalazł się pod silnym ostrzałem artylerii niemieckiej, po zmroku zdobył budynki w Krasnobrodzie po północnej stronie rzeki Wieprz. W nocy 25/26 września zapadła decyzja o wycofaniu się z miasta. Podjęto dalszy marsz w składzie 39 DP rez. W nocy 26/27 września dowódca Armii gen. bryg. Emil Krukowicz-Przedrzymirski podjął decyzję o kapitulacji przed wojskami niemieckimi. 27 września batalion odszedł w Lasy Janowskie, tam pozostał do 30 września. Wówczas oddał broń w Biłgoraju i tam skapitulował. Część oficerów i szeregowych batalionu zbiegła przed kapitulacją. Niektórzy już po kapitulacji, w tym ranny ppłk Józef Kokoszka.      

### Walki pododdziałów odłączonych

#### Kompania „Rawicz”
2 kompania strzelecka I batalionu OZ pod dowództwem por. Antoniego Macioła dotarła do wsi Maciejów na zachód od Kowla połączyła się z pododdziałem ppor. Józefa Huberta przybyłym z OZ 14 DP. Następnie 2 kompania strzelecka „Rawicz” weszła w skład improwizowanego kombinowanego batalionu mjr. Piotra Ojrzanowskiego. Wraz z nim cofała się na zachód, po minięciu Chełma Lubelskiego wzięła udział w rozbiciu niemieckiego oddziału we wsi Sobienowice, zdobyto żywność, kilka samochodów, amunicję, broń i armaty. Podjęte natarcie w kierunku Lublina przyniosło kompanii „Rawicz”, duże straty osobowe we wsi Długie, głównie od ognia artylerii niemieckiej. Prawie cały III pluton został zniszczony wraz z dowódcą ppor. Kazimierowskim. Po wycofaniu się na północ kompania „Rawicz” o uszczuplonym stanie weszła w skład batalionu piechoty „Wilk” mjr. Adama Wilczyńskiego, ze składu Samodzielnej Grupy Operacyjnej „Polesie” gen. bryg. Franciszka Kleeberga. 2 października w rejonie Kocka w lesie kompania „Rawicz” w boju straciła wielu żołnierzy, w tym por. Żywickiego oraz wielu rannych. 3 września batalion walczył w Serokomli, gdzie utrzymał swoje stanowiska. W nocy 3/4 października przegrupowana wraz z batalionem do wsi Czarnej i Konorzatki. Kompania idąc kolumną z batalionem poniosła dalsze straty, od ognia niemieckiej artylerii pozostało jeszcze ponad 50 żołnierzy. Broniła swoich pozycji w Grabinie i dworu Gułów, w trakcie tych walk poległo 11 żołnierzy, wśród nich ppor. Lipowski. W nocy 4/5 października przerzucona została do wsi Hordzieżka, gdzie 5 października złożyła broń.      

#### Batalion ochotniczy „Kamień Koszyrski” ppłk. Tadeusza Mikosia
Ppłk Tadeusz Mikoś wraz z dwoma towarzyszącymi oficerami z nadwyżek 57 pp został skierowany w rejon Pińska i Łunieńca celem zorganizowania miejsca stacjonowania OZ 14 DP. 17 września w Sarnach napotkał oficera płatnika III batalionu OZ 14 DP (58 pp) wraz z dwoma samochodami, skąd poprzez Pińsk udał się do Lubieszewa i Kamienia Koszyrskiego, gdzie na rozkaz gen. bryg. Franciszka Kleeberga podjął organizację batalionu zbiorczego z żołnierzy rozbitków i odłączonych od własnych oddziałów. Towarzyszący ppłk Tadeuszowi Mikosiowi oficerowie objęli stanowiska kpt. Tadeusz Czemeres funkcję adiutanta batalionu, a por. Bazyli Tatarski został dowódcą kompanii. Do batalionu dołączyli również zagubieni i rozproszeni żołnierze OZ 14 DP, w tym por. rez. Marian Ziółkowski, kpt. rez. Rachwał, por. rez. Dunin-Holecki i por. rez. Krzysztof Siedlecki. Zorganizowany batalion miał zadanie ubezpieczyć marsz SGO „Polesie” od południa maszerując poprzez Ratno, Dobieszno, Krymno, Szack. W rejonie Dobieszna kompania por. Bazylego Tatarskiego stoczyła walkę z dużą grupą dywersantów ukraińskich, zadała jej straty i zmusiła do ucieczki. 23 września batalion ppłk. Mikosia liczył: 57 oficerów, 114 podoficerów i 450 strzelców oraz 98 wozów (biedek), 164 konie, 14 rkm i 6 ckm. 27 września batalion dotarł na zachodni brzeg Bugu. Ppłk Tadeusz Mikoś rozwiązał batalion, żołnierze którzy chcieli dalej walczyć wstąpili do różnych oddziałów SGO „Polesie”. Kpt. Czemeres z grupą żołnierzy do batalionu wartowniczego kpt. Lipeckiego, jako dowódca kompanii.
- dowódca batalionu - ppłk Tadeusz Mikoś
- adiutant batalionu - kpt. Tadeusz Czemeres
- oficer żywnościowy i taborowy - por. rez. Marian Ziółkowski
- oficer gospodarczy (płatnik) - kpt. Antoni Górny
- dowódca 1 kompanii - kpt. Czekalski[22]
- dowódca kompanii - por. Bazyli Tatarski
- dowódca plutonu oficerskiego - kpt. rez. Władysław Urban[23]

#### Grupa kpt. Stanisława Madalińskiego
Grupa kpt. Stanisława Madalińskiego z II batalionu OZ 14 DP (57 pp) dotarła 15 września do Sarn. Po wkroczeniu w granice II RP wojsk sowieckich grupa podjęła marsz na zachód. Toczyła walki i potyczki z dywersantami i pododdziałami wojsk sowieckich. Grupa została rozbita pod Szackiem, a kpt. Stanisław Madaliński i 9 oficerów zginęli prawdopodobnie rozstrzelani przez oddział sowiecki. Podoficerowie i grupka szeregowców z tej grupy zdołała dołączyć do Dywizji „Brzoza” w SGO „Polesie”.    

## Obsada personalna OZ 14 DP
Dowództwo OZ 14 DP
- dowódca - ppłk Józef Kokoszka (do 18 IX 1939), mjr Adam Solski
- zastępca dowódcy - ppłk Tadeusz Mikoś (od 1 IX 1939 oddelegowany)
- w dyspozycji dowódcy - ppłk Julian Sosabowski
- adiutant OZ - kpt. Norbert Bartoszewicz
- oficer informacji - ppor. rez. Gizella
- kwatermistrz - kpt. Wawrzyniec Mazany

Oddziały i pododdziały OZ
- dowódca kompanii gospodarczej OZ - ppor. rez. Wrzesiński
- dowódca plutonu łączności OZ - ppor. rez. Tadeusz Motz
- dowódca plutonu pionierów OZ - ppor. rez. Sztolzman
- dowódca I batalionu OZ (55 pp) - mjr Franciszek Borkowski[25][26]
  - adiutant batalionu - por. Adelin Winkler
  - oficer do spraw mobilizacji - kpt. Feliks Motyka
  - oficer do spraw ewidencji - kpt. Tadeusz Siadek
  - oficer płatnik (gospodarczy) - ppor. rez. Teodor Rybacki
  - oficer żywnościowy - ppor. rez. Eugeniusz Kerner
  - dowódca plutonu gospodarczego - ppor. rez. Leon Siudziak
  - dowódca plutonu łączności - ppor. Stanisław Jalewski
  - dowódca plutonu zwiadu - ppor. rez. Franciszek Śniady
  - dowódca plutonu pionierów - ppor. rez. Ludwik Wolniewicz
  - dowódca plutonu kolarzy - ppor. rez. Jerzy Rzepa
  - dowódca 1 kompanii strzeleckiej - por. Jan Raszewski
  - dowódca 2 kompanii strzeleckiej - por. Antoni Macioł
    - zastępca dowódcy kompanii - por. rez. Jan Wojkiewicz
    - oficer żywnościowy - por. rez. Jerzy Żywicki
    - dowódca I plutonu - ppor. rez. Stanisław Lipowski
    - dowódca II plutonu - ppor. rez. Józef Hubert
    - dowódca III plutonu - ppor. rez. Kazimierowski

  - dowódca 3 kompanii strzeleckiej - kpt. Władysław Zych
  - dowódca kompanii km - ppor. Henryk Gruszecki
  - kompania oficerska - por. rez. Wiktor Nowakowski
- dowódca II batalionu OZ (57 pp) - mjr Adam Solski (do 18 IX 1939), kpt. Łukasz Grzywacz-Świtalski[10]
  - dowódca 3 kompanii strzeleckiej - por. Janusz Dolewski[27]
  - dowódca kompanii km - por. Bazyli Tatarski (do 1 IX 1939)[28]
- dowódca III batalionu OZ (58 pp) - NN

Batalion piechoty OZ 14 DP (wydzielony) (od 18 IX 1939)
- dowódca batalionu - mjr Franciszek Borkowski
- dowódca kompanii - por. Witold Wierusz